# Вроцлавська митрополія

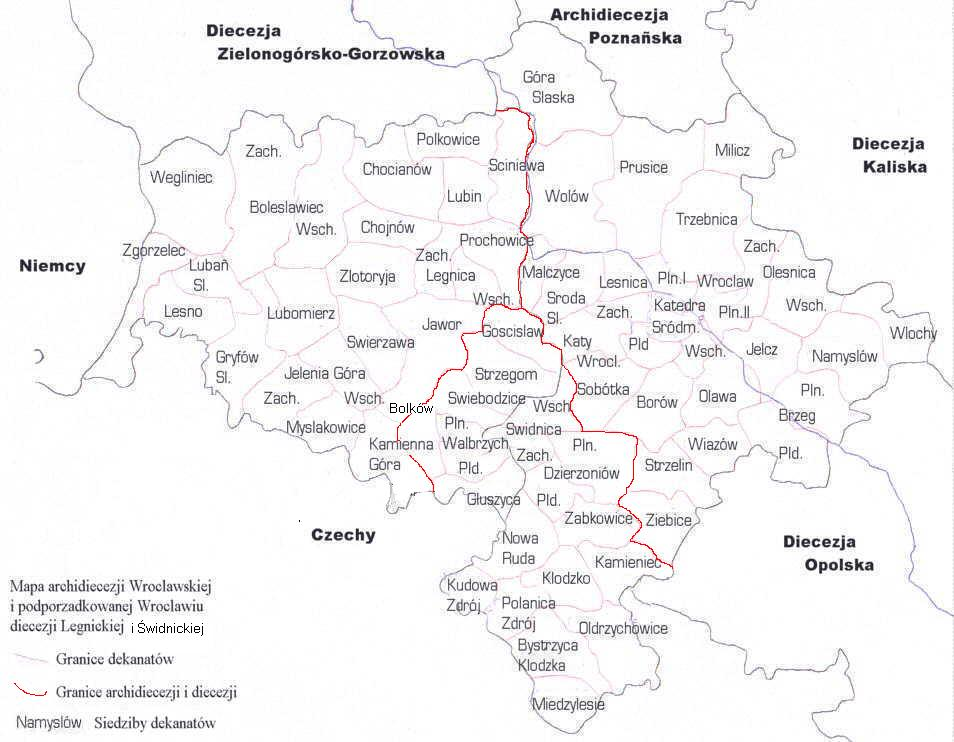
Дієцезії вроцлавської митрополії

Вроцлавська митрополія - одна з 14 митрополій Римо-католицької церкви в Польщі. До її складу входять:
- Вроцлавська архідієцезія
- Легніцька дієцезія
- Свідніцька дієцезія